# Zethenia didyma
Zethenia didyma là một loài bướm đêm trong họ Geometridae.